# Nnamdi Azikiwe
Benjamin Nnamdi „Zik” Azikiwe (ur. 16 listopada 1904 w Zungeru, zm. 11 maja 1996 w Enugu) – nigeryjski polityk.

## Zarys biografii
Od 1934 redaktor gazety na Złotym Wybrzeżu (obecnie Ghana), 1937 wrócił do Nigerii i założył w Lagos czasopismo „West African Pilot”, stopniowo rozbudowując tam sieć gazet, w latach 40. główny działacz narodowy, zwolennik autonomii Nigerii, 1946 założyciel Rady Narodowej Nigerii i Kamerunów, 1946-1960 jej przewodniczący, 1954-1959 premier rządu autonomicznego Nigerii Wschodniej, 1956 oskarżony o wykorzystanie funduszy rządowych w celu ratowania banku African Continental, którego miał udziały, i potępiony przez trybunał, 1960-1963 gubernator generalny Federacji Nigerii, 1963-1966 prezydent Nigerii, podczas konfliktu 1967-1970 spowodowanego secesją Biafry pod przywództwem pułkownika Ojukwu opowiadał się początkowo za własną grupą etniczną, Ibo, by w 1969 udzielić poparcia rządowi federalnemu. 1978-1984 przywódca Ludowej Partii Nigerii (wbrew zakazowi działalności partii politycznych). 1986 zrezygnował z polityki.
Autor prac ekonomicznych i politycznych, głównie o nacjonalizmie afrykańskim, m.in. Renascent Africa (1937), The African in Ancient and Medieval History (1938), Political Blueprint of Nigeria (1943), Military Revolution in Nigeria (1972).